# Городоцька сільська рада (Молодечненський район)
Городоцька сільська рада (біл. Гарадоцкі сельсавет) — адміністративно-територіальна одиниця в складі Молодечненського району розташована в Мінській області Білорусі. Адміністративний центр — Городок.
Городоцька сільська рада розташована на межі центральної Білорусі, у західній частині Мінської області орієнтовне розташування — супутникові знимки [Архівовано 25 серпня 2011 у WebCite], на південь від Молодечного.
До складу сільради входять 27 населених пунктів:
Олександрове • Бєлєва • Васьківці • Видричі • Гостили • Гердутишки • Городок • Гудівщина • Кілтовці • Кічіно • Мурзи • Огородники • Петрівщина • Пожарище • Порадівщина • Семерники • Тучино • Ляльківщина.